# Mordecai Richler
Mordecai Richler, CC (* 27. Januar 1931 in Montreal; † 3. Juli 2001 ebenda) war ein kanadischer Schriftsteller, Drehbuchautor und Essayist englischer Sprache. Zu Lebzeiten gehörte er zu den bekanntesten kanadischen Schriftstellern weltweit. In Kanada selbst war er darüber hinaus durch seine Äußerungen zur kanadischen Politik eine nicht unumstrittene Figur des öffentlichen Lebens.
Richler war mehrfach für die kanadischen Literaturpreise Scotiabank-Giller-Preis und den Rogers Writers’ Trust Fiction Prize nominiert.

## Leben
Richler stammte aus einer jüdischen Familie und war Sohn eines Schrotthändlers. Die Nachbarschaft, in welcher er in Montreal aufwuchs, verewigte er später in mehreren seiner Romane. Er begann ein Englisch-Studium an der Sir George Williams University (jetzt Concordia University), exmatrikulierte sich jedoch, bevor er einen Abschluss erlangt hatte. Im Alter von 19 Jahren zog Richler nach Paris, wo er einige Jahre lebte, bevor er nach London zog. 1972 kehrte er nach Montreal zurück, verbrachte jedoch weiterhin regelmäßig die Wintermonate in London.
Mit seinem vierten, 1959 erschienenen Roman The Apprenticeship of Duddy Kravitz (unter dem Titel Die Lehrjahre des Duddy Kravitz erst im Februar 2007 erstmals in deutscher Übersetzung erschienen) gelang Richler der Durchbruch als Schriftsteller. Wie auch viele seiner folgenden Romane behandelte dieses Buch das Leben der jüdischen Gemeinschaft in der Gegend, in der Richler selbst in den 1940er- und 1950er-Jahren aufgewachsen war. The Apprenticeship of Duddy Kravitz wurde 1974 von Ted Kotcheff verfilmt; das Drehbuch stammte von Richler und Lionel Chetwynd und der Film verhalf Richard Dreyfuss zu seiner ersten Hauptrolle.
Während seiner gesamten Laufbahn als Schriftsteller verfasste Richler auch regelmäßig journalistische Kommentare, unter anderem für Look und The New Yorker. In seinen späteren Lebensjahren war Richler auch als Kolumnist für die National Post  in Toronto und The Gazette in Montreal tätig. In seinen Kolumnen und journalistischen Beiträgen zeigte sich Richler als polemischer Kritiker der frankophonen Separatistenbewegung und der von ihr in Québec durchgesetzten Sprachgesetzgebung. Wenige Monate vor seinem Tod wurde Richler mit der Ehrung „Companion of the Order of Canada“ ausgezeichnet.
Richlers Werke sind mit Humor und Satire gespickt und wurden vielfach ausgezeichnet, unter anderem mit dem Commonwealth Writers Prize; auch für den Booker Prize waren seine Werke mehrfach nominiert. Aus Richlers Kinderbuch Jacob Zweizwei in Gefahr (Originaltitel Jacob Two-Two meets the Hooded Fang; auch: Jacob Two-Two vs. the Hooded Fang) entstand unter anderem eine gleichnamige Zeichentrickserie, die in Deutschland von der ARD ausgestrahlt wurde. Unter deutschen Kritikern hat sich Die-Zeit-Autor Max Küng als begeisterter Leser von Richlers Werken dargestellt.
Mit seiner Frau Florence hatte Richler fünf Kinder. Er ist auf dem Friedhof Mont-Royal in Montreal begraben.

## Auszeichnungen
- 1969 Governor General’s Award for Fiction für Cocksure and Hunting Tigers Under Glass
- 1971 Booker-Prize-Nominierung für St. Urbain's Horseman (Der Traum des Jakob Hersch)
- 1972 Governor General's Award für St. Urbain's Horseman (Der Traum des Jakob Hersch)
- 1974 „Screenwriters Guild of America“: Award for Best Comedy für das Drehbuch zu The Apprenticeship of Duddy Kravitz
- 1976 Canadian Library Association: „Das Kinderbuch des Jahres“ Jacob Two-Two Meets the Hooded Fang (Jacob Zweizwei in Gefahr).
- 1976 Ruth Schwartz Kinderbuch-Preis für Jacob Two-Two Meets the Hooded Fang
- 1990 Commonwealth Writers Prize
- 1990 Booker Prize. Nominierung für Solomon Gursky was here
- 1995 Mr. Christie’s Book Award (für bestes englischsprachiges Buch, Alter 8 bis 11) für Jacob Two-Two's First Spy Case
- 1997 Scotiabank Giller-Preis für Barney's Version
- 1998 Canadian Booksellers Association: „Autor des Jahres“
- 1998 Stephen-Leacock-Preis, Humor für Barney's Version
- 1998 Commonwealth Writers Prize, bestes Buch aus Kanada und der Karibik, für Barney's Version
- 2000 Ehrendoktor, McGill University, Montreal
- 2001 Companion of the Order of Canada

## Werke

### Romane
- 1954 The Acrobats (1955 wieder als Wicked We Love)
  - Die Akrobaten, dt. v. Annemarie Horschitz-Horst, Kindler, München 1955
- 1955 Son of a Smaller Hero
  - Sohn eines kleineren Helden, dt. v. Paul Baudisch. Kindler, München 1963
- 1957 A Choice of Enemies
  - Der Boden trägt mich nicht mehr, dt. v. Paul Baudisch, Kindler, München 1958
- 1959 The Apprenticeship Of Duddy Kravitz
  - Die Lehrjahre des Duddy Kravitz, dt. v. Silvia Morawetz, Liebeskind, München 2007 ISBN 978-3-935890-42-7
- 1963 The Incomparable Atuk
- 1968 Cocksure
  - Cocksure, dt. v. Silvia Morawetz, Liebeskind, München 2008 ISBN 978-3-935890-49-6
- 1969 The Street
- 1971 St. Urbain's Horseman
  - Der Traum des Jakob Hersch, dt. v. Gisela Stege, Kindler, München 1980. ISBN 3-463-00798-3
- 1980 Joshua Then and Now
  - Joshua, damals und jetzt, dt. v. Gisela Stege, Kindler, München 1981. ISBN 3-463-00836-X
- 1989 Solomon Gursky Was Here
  - Solomon Gursky war hier, dt. v. Hartmut Zahn, Carina von Enzenberg. Hanser, München 1992 ISBN 978-3-935890-77-9
- 1997 Barney's Version
  - Wie Barney es sieht. dt. v. Anette Grube, Hanser, München 2000 ISBN 3-446-19851-2

### Jugendbücher
- 1975 Jacob Two-Two Meets the Hooded Fang; auch: Jacob Two-Two vs. the Hooded Fang
  - Jacob Zweizwei in Gefahr; auch als: Jacob Two-Two in Gefahr, dt. v. Reinhard Kaiser, Eichborn, Frankfurt am Main 1994. ISBN 3-8218-3646-6
- 1987 Jacob Two-Two and the Dinosaur
  - Jacob Zweizwei und der Dinosaurier; auch als: Jacob Two-Two und der Dinosaurier, dt. v. Steffen Buchert, Fischer, Frankfurt am Main 2005 ISBN 3-596-80618-6
- 1995 Jacob Two-Two's First Spy Case
  - Ein Geschenk für Jacob Zweizwei, dt. v. Reinhard Kaiser, Eichborn, Frankfurt am Main 1992 ISBN 3-8218-3628-8

### Drehbücher
- 1956: Douglas Fairbanks, Jr., Presents, Folge: The Man Who Wouldn't Escape (zusammen mit Stanley Mann) (TV-Serie)
- 1957: Insomnia Is Good for You (zusammen mit Lewis Greifer)
- 1958: Armchair Theatre, Folge: Paid in Full (TV-Serie)
- 1958: Armchair Theater, Folge: The House of Bernarda Alba (TV-Serie)
- 1959: Armchair Theatre, Folge: The Trouble with Benny (TV-Serie)
- 1959: Der Weg nach oben (Room at the Top) (zusammen mit Neil Paterson)
- 1961: Armchair Theatre, Folge: The Apprenticeship of Duddy Kravitz (TV-Serie)
- 1961: Und morgen alles (No Love for Johnnie) (zusammen mit Nicholas Phipps)
- 1962: The Wild and the Willing (zusammen mit Nicholas Phipps)
- 1963: Love Story, Folge: Some Grist from Mervyn's Mill (TV-Serie)
- 1965: Ein Platz ganz oben (Life at the Top)
- 1974: Duddy will hoch hinaus (The Apprenticeship of Duddy Kravitz) (zusammen mit Lionel Chetwynd)
- 1977: The Street
- 1977: Das Geld liegt auf der Straße (Fun with Dick and Jane) (zusammen David Giler und Jerry Belson)
- 1979: The Wordsmith (Fernsehfilm)
- 1985: Pauline und Joshua – Zum Teufel mit … (Joshua Then and Now)

### Reise
- 1977 Images of Spain
- 1994 This Year In Jerusalem

### Essays
- 1968 Hunting Tigers Under Glass: Essays and Reports
- 1972 Shovelling Trouble
- 1974 Notes on an Endangered Species and Others
- 1978 The Great Comic Book Heroes and Other Essays
- 1984 Home Sweet Home: My Canadian Album
- 1991 Broadsides
- 1998 Belling the Cat
- 1992 Oh Canada! Oh Quebec! Requiem for a Divided Country
- 2000 Dispatches from the Sporting Life

### Nicht-fiktionale Texte
- 2001 On Snooker: The Game and the Characters Who Play It

### Anthologien
- 1970 Canadian Writing Today
- 1986 The Best of Modern Humour
- 1991 Writers on World War II

## Verfilmungen
- 1961: Armchair Theatre, Folge: The Apprenticeship of Duddy Kravitz – Regie: Ted Kotcheff (TV-Serie)
- 1974: Duddy will hoch hinaus (The Apprenticeship of Duddy Kravitz) – Regie: Ted Kotcheff
- 1976: The Street – Regie: Caroline Leaf
- 1978: Jacob Two-Two Meets the Hooded Fang – Regie: Theodore J. Flicker
- 1985: Pauline und Joshua – Zum Teufel mit … (Joshua Then and Now) – Regie: Ted Kotcheff
- 1999: Jacob Two Two Meets the Hooded Fang – Regie: George Bloomfield
- 2007: St. Urbain’s Horseman – Regie: Peter Moss (TV)
- 2010: Barney’s Version – Regie: Richard J. Lewis